# Леонард, Бенни
Бенни Леонард (англ. Benny Leonard; имя при рождении — Бенжамин (Беньямин) Лейнер, англ. Benjamin Leiner; 7 апреля 1896 года, Нью-Йорк, США — 18 апреля 1947 года, Нью-Йорк, США) — американский боксёр-профессионал, чемпион мира в лёгком весе.

## Биография
Бенни Леонард (настоящее имя — Бенжамин (Беньямин) Лейнер) родился в Нью-Йорке 7 апреля 1896 года в многодетной еврейской семье. Его родители Герш и Минни Лейнер эмигрировали в Америку из царской России. В семье кроме Бенни было еще семеро детей.

Боксом Бенни занялся в возрасте 11 лет, по примеру старшего брата Чарли, выступавшего на любительском ринге.

Перед началом одного из боев ринг-анонсер, оговорившись, назвал Бенни Лейнера Бенни Леонардом и это имя закрепилось за молодым боксером.

Профессионалом Леонард стал уже в 1911 году, в возрасте 15 лет. Начало профессиональной карьеры не было многообещающим, уже в первом бою он проиграл нокаутом, через несколько месяцев был нокаутирован снова. Поражения не смутили молодого боксёра и его дальнейшая карьера шла по восходящей, однако первые попытки завоевать мировой титул успеха не имели. В 1916 году он дважды встречался с действующим чемпионом мира в лёгком весе Фредди Уэлшем, в их первом бою репортёры посчитали победителем Леонарда, что однако не дало ему титул чемпиона мира, во втором бою победил Уэлш.

28 мая 1917 года состоялся третий бой Уэлш-Леонард, в котором Бенни в девятом раунде отправил соперника в нокаут и стал чемпионом мира. Официально защитил титул семь раз в течение следующих восьми лет. Но при этом только за период с июня по декабрь 1917 года провел 18 боёв, преимущественно нетитульных и неофициальных, в разных весовых категориях, выиграв все их.

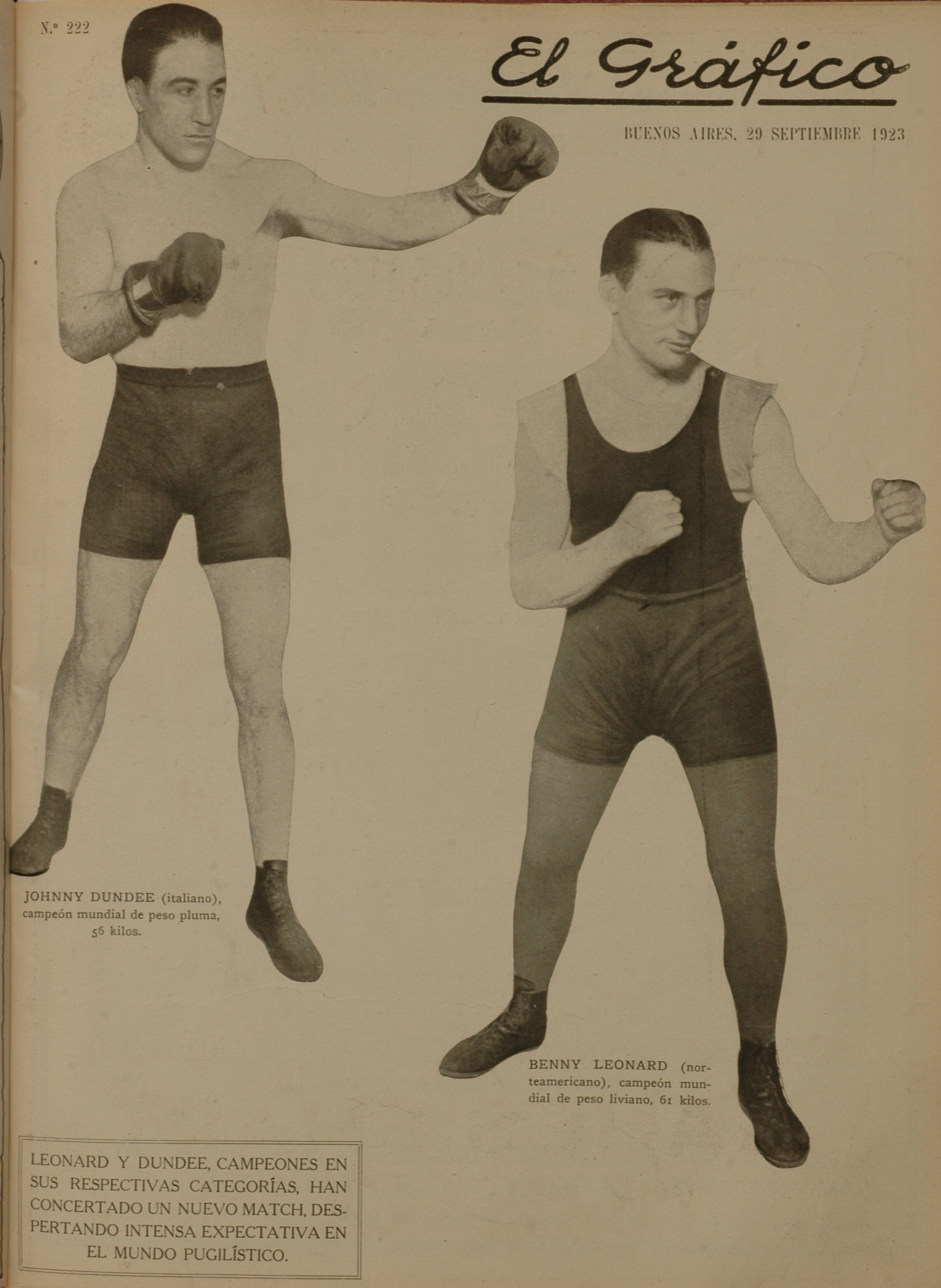
Бенни Леонарда (справа) против Джонни Данди, журнал «El Gráfico» от 29 сентября 1923 года

26 июня 1922 года, выступив в более тяжелой весовой категории — втором полусреднем весе, потерпел поражение от Джека Бриттона ввиду дисквалификации, при весьма необычных обстоятельствах. Лидируя по ходу боя, в тринадцатом раунде ударом по корпусу отправил соперника в нокдаун и уже после отсчёта рефери снова подскочил к опустившемуся на колено Бриттону и отправил его в нокаут ударом по челюсти.

15 января 1925 года в качестве действующего чемпиона мира в легком весе объявил об уходе из бокса. Спустя шесть лет, потеряв большую часть своего состояния в результате краха фондового рынка 1929 года, возвратился на ринг в возрасте 35 лет. Одержал 19 побед, при 1 ничьей, прежде чем встретился 7 октября 1932 года с будущим чемпионом мира Джимми МакЛарнином, которому проиграл техническим нокаутом в 6-м раунде. После этого уже окончательно покинул ринг.

В дальнейшем вёл активную жизнь. Был продюсером кинофильмов, вкладывал средства в развитие хоккея с шайбой в Питтсбурге. Во время Второй мировой войны служил в вооруженных силах США. Позже стал рефери и приглашался на самые известные чемпионские бои.

18 апреля 1947 года, находясь на ринге в качестве рефери, упал и умер от инфаркта прямо во время поединка. Ему был всего 51 год.
Рэй Арсел, один из лучших тренеров по боксу XX века, отмечал:

Я отдаю предпочтение мозгам над мускулами. Неважно, насколько ты талантлив, как здорово тебя одарила матушка-природа, если у тебя нет мозгов, ты просто еще один гопник с «района». Люди часто спрашивают меня, кто лучший боксер в истории вне зависимости от веса? Я затрудняюсь выбрать между Бенни Леонардом и Рэем Робинсоном. Но в плане ментальной энергии равных Леонарду не было.— 

## Признание
- Лучший боксёр 20-х годов XX века по версии журнала «Ринг».
- Включён в Боксёрский зал славы журнала «Ринг».
- Благодаря его успехам, в боксёрском рейтинге возникла категория «фунт-на-фунт» для боксёра, признаваемого лучшим вне зависимости от весовой категории.[4]
- Решением от 1979 года включён в Международный еврейский спортивный зал славы[5].
- В 1990 году включён в Международный зал боксёрской славы.
- В 1996 году включён в Национальный еврейский спортивный зал славы[6].
- В 2001 году назвал журналом «Ринг» вторым в списке самых великих боксеров в легкой весовой категории всех времен.[7]. 8-е место в номинации «80 лучших бойцов последних 80 лет», 7-е место в номинации «50 лучших боксеров ESPN всех времён».

## Интересные факты

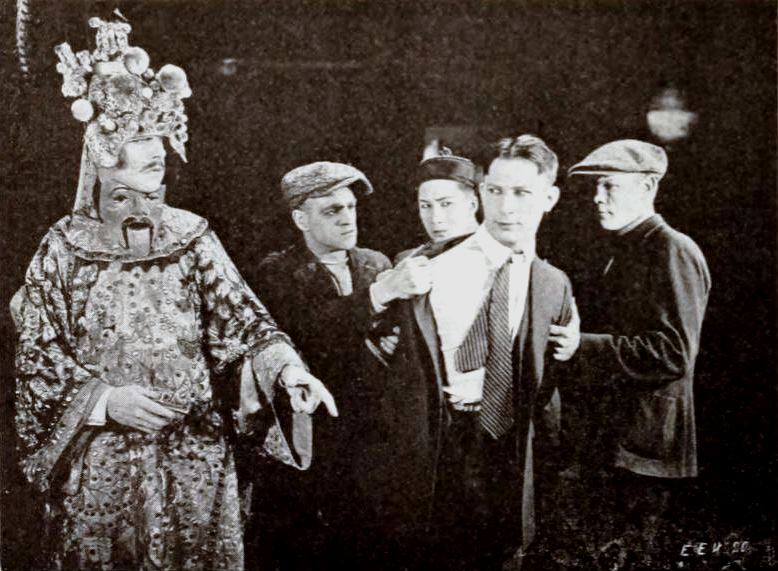
«The Evil Eye» (1920)

Снимался в кино. Наиболее известна роль в художественном фильме «Сглаз» («The Evil Eye»), 1920 года.

## Видео
Бенни Леонард — «Волшебник из гетто».

## Результаты боёв
| Бой | Дата | Соперник | Судьи | Место боя | Раундов | Результат | Дополнительно |
| --- | ---- | -------- | ----- | --------- | ------- | --------- | ------------- |
|     |      |          |       |           |         |           |               |
| Бой | Дата | Соперник | Судьи | Место боя | Раундов | Результат | Дополнительно |